# Carpinus fargesiana
Carpinus fargesiana är en björkväxtart som beskrevs av Hubert J.P. Winkler. Carpinus fargesiana ingår i släktet avenbokar, och familjen björkväxter.

## Underarter
Arten delas in i följande underarter:
- C. f. fargesiana
- C. f. hwai